# 阿卜杜勒拉蒂夫·穆罕默德
阿卜杜勒拉蒂夫·穆罕默德（Abdellatif Mohamed，1995年12月8日—）是一名埃及角力運動員，主攻男子古典式130公斤級項目。他曾獲得非洲運動會男子古典式130公斤級冠軍。他也參加了2016年里約奧運。

## 外部連結
- International Wrestling Datbase